# Lithacodia penthis
Lithacodia penthis är en fjärilsart som beskrevs av William Schaus 1904. Lithacodia penthis ingår i släktet Lithacodia och familjen nattflyn. Inga underarter finns listade i Catalogue of Life.